# Disterigma microphyllum
Disterigma microphyllum är en ljungväxtart som först beskrevs av George Don jr, och fick sitt nu gällande namn av J. L. Luteyn. Disterigma microphyllum ingår i släktet Disterigma och familjen ljungväxter. Inga underarter finns listade i Catalogue of Life.